# Carneade
Carneade di Cirene (in greco antico: Καρνεάδης?, Karneádēs; Cirene, 214 a.C. – Atene, 129 a.C.) è stato un filosofo greco antico della corrente degli scettici. Viene considerato come il fondatore della terza Accademia di Atene (nota anche come Nuova Accademia).

## Biografia
Originario del nord Africa e figura considerata minore fra i filosofi del suo tempo, è ricordato tuttavia come oratore appassionato (si dice dimenticasse di cibarsi per preparare i suoi lunghi discorsi tenuti in pubbliche piazze) e sottile dialettico.
Nel 155 a.C. Carneade fece parte, con Critolao di Faselide e Diogene di Babilonia, della celebre ambasceria inviata a Roma dagli Ateniesi multati per aver saccheggiato Oropo; qui riscosse successo argomentando, in due giorni successivi, a favore e contro l'esistenza di una legge naturale universalmente valida. Le sue argomentazioni scettiche sulla giustizia scandalizzarono e sconvolsero gli ambienti della cultura conservatrice di Roma: egli affermava che se i Romani avessero voluto essere giusti avrebbero dovuto restituire i loro possessi agli altri e andarsene, ma in tal caso sarebbero stati stolti. In questo modo arrivò alla conclusione che saggezza e giustizia non andassero d'accordo. 
(Cicerone, De re publica, 3,21)
Fu uno scettico radicale e il primo filosofo a sostenere il fallimento dei metafisici che volevano scoprire un significato razionale nelle credenze religiose. Criticò lo stoicismo ad Atene e fu scolarca dell'Accademia platonica.

## Pensiero di Carneade
Carneade, pur ammettendo che niente può essere in senso assoluto criterio di verità, sosteneva l'impossibilità di conoscere, perché un essere umano, in quanto tale, sospende il giudizio su tutte quante le cose. A suo avviso infatti c'è differenza tra il "non evidente" e il "non comprensibile": infatti tutte le cose sono incomprensibili ma non tutte sono non evidenti. Questa distinzione, che tendeva a salvare in un certo modo l'evidenza del fenomeno, portò poi Carneade a stabilire comunque un criterio che se "non era vero" era però "probabile" (pithanon). I suoi critici, tuttavia, sottolineano come tendesse a mutare pensiero nel lasso di un breve tempo e anche per questa ragione, forse, il suo insegnamento è risultato piuttosto frammentato (oltre che per il fatto che non lasciò nulla di scritto, tanto che sarebbe poi toccato a un suo discepolo – Clitomaco, originario di Cartagine – esporne le argomentazioni nei propri scritti, peraltro andati perduti).

## Carneade neI promessi sposi
Carneade è conosciuto – e spesso nominato come sinonimo di persona poco nota – in ragione della celebre citazione contenuta ne I promessi sposi di Alessandro Manzoni. Nell'incipit dell'VIII capitolo, don Abbondio, uno dei personaggi principali del romanzo, è nella sua stanza che legge un panegirico in onore di San Carlo Borromeo, all'interno del quale è menzionato il filosofo. È a questo punto che esclama tra sé e sé la lapidaria battuta, destinata a diventare a suo modo famosa (e a condizionare molte biografie di personaggi considerati, appunto, dei "carneadi" per antonomasia): "Carneade! Chi era costui?".

## Carneade al cinema
La figura di Carneade è presentata brevemente nel film di Luigi Magni Scipione detto anche l'Africano (1971). Il filosofo viene mostrato come un personaggio intellettuale poco chiaro, poiché i suoi ragionamenti risultano troppo astratti, e inoltre anche abbastanza vanitoso per la sua autoreferenziale superiorità intellettuale.